# Birotonda pentagonal giroallargada
En geometria, la birotonda pentagonal giroallargada es pot construir allargant una birotonda pentagonal J34 o un icosàedre inserint un antiprisma decagonal entre les dues meitats. És un dels noranta-dos sòlids de Johnson (J48). Té simetria D₅.
La birotonda pentagonal giroallargada és un dels cinc sòlids de Johnson que són quirals, això vol dir que tenen una forma de "mà esquerra" i un altre de "mà dreta". A la il·lustració de la dreta, cada cara pentagonal de la meitat de baix de la figura està connectada per un camí de dues cares triangulars a una cara pentagonal damunt seu i a l'esquerra. A la figura de quiralitat oposada (la imatge especular de la que es presenta a la figura), cada pentagon de baix estaria connectat a una cara pentagonal a damunt seu i a la dreta. Les dues formes quirals de J48 no es consideren sòlids de Johnson diferents.
Els 92 sòlids de Johnson van ser descrits 1966 per Norman Johnson i els va numerar. No va demostrar que no n'existia més que 92, però va conjecturar que no n'hi havia d'altres. Victor Zalgaller el 1969 va demostrar que la llista de Johnson era completa. S'utilitzen els noms i l'ordre donats per Johnson, i se'ls nota Jxx on xx és el nombre donat per Johnson.

## Desenvolupament pla

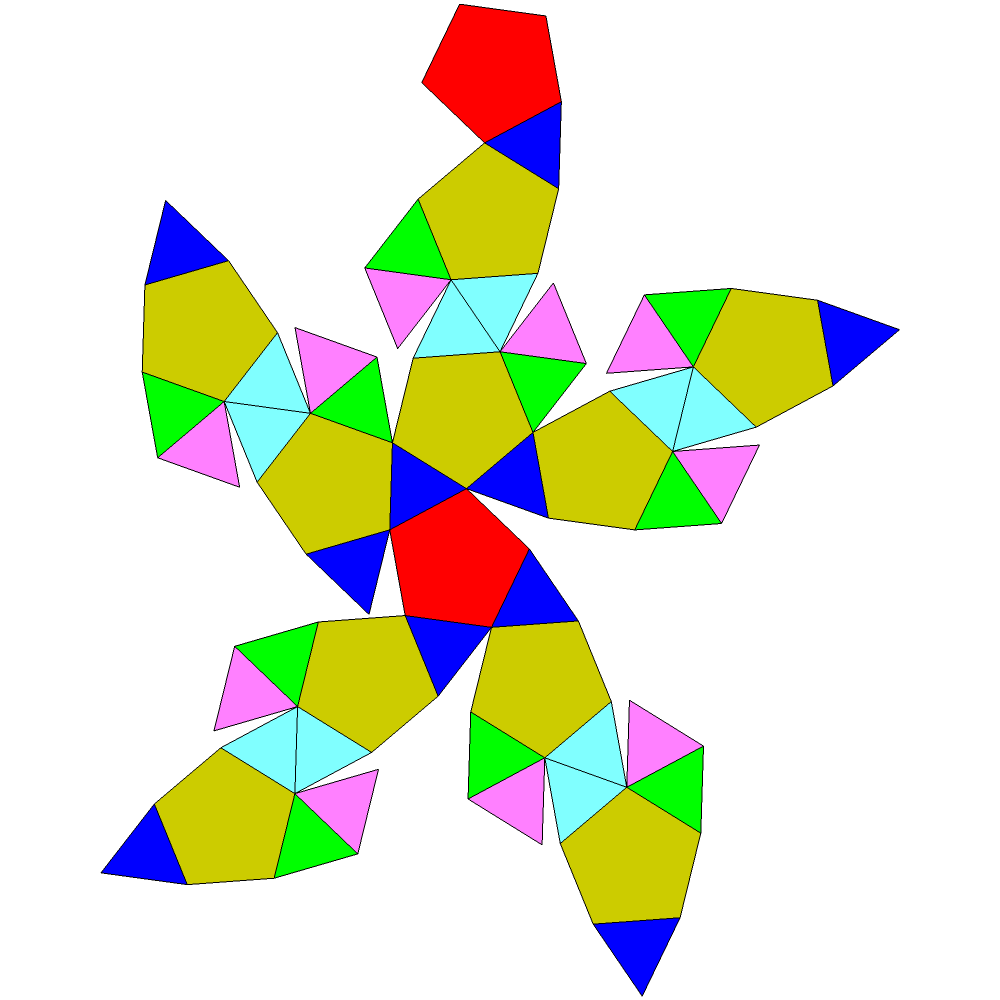
Desenvolupament pla de la birotonda pentagonal giroallargada